# Mercedes-AMG F1 W14 E Performance
Chronologie des modèles (2023)
Mercedes-AMG F1 W13 E Performance Mercedes-AMG F1 W15 E Performance
La Mercedes AMG F1 W14 E Performance est la monoplace de Formule 1 engagée par l'écurie allemande Mercedes-AMG Petronas Formula One Team dans le cadre de la saison 2023 du championnat du monde de Formule 1. Elle est pilotée par les Britanniques Lewis Hamilton et George Russell.

## Présentation
La W14, présentée le 15 février 2023, arbore à nouveau une livrée noire contrairement à la précédente monoplace de l'écurie. Elle se démarque également par l'exposition plus marquée de fibre de carbone brute que ses concurrentes. Cette absence de peinture a pour but d'alléger la monoplace pour s'approcher du poids minimum de 798 kg de la réglementation technique.
Dès le premier Grand Prix de la saison, à Bahreïn, où les W14 se classent cinquième et septième, loin des Red Bull RB19, Toto Wolff émet des doutes quant au concept sans ponton de la monoplace : « Je ne pense pas que ce package deviendra compétitif un jour. Nous avons fait de notre mieux pendant l'hiver mais maintenant nous devons nous regrouper et nous asseoir avec les ingénieurs pour décider quelle est la direction de développement que nous voulons suivre afin de redevenir compétitifs et de gagner à nouveau des courses. Je suis sûr que nous pourrons gagner des courses cette saison, mais c'est vraiment à moyen et long terme que nous devons examiner les décisions à prendre au niveau de la philosophie de notre package actuel. Nous avions commencé l'année dernière avec un retard de six dixièmes sur les meilleurs et nous débutons cette nouvelle saison avec ce même retard de six dixièmes, nous n’avons donc pas vraiment progressé, c'est la réalité. »

## Résultats en championnat du monde de Formule 1
| Saison | Écurie                                 | Moteur                                                  | Pneus   | Pilotes        | Courses | Courses | Courses | Courses | Courses | Courses | Courses | Courses | Courses | Courses | Courses | Courses | Courses | Courses | Courses | Courses | Courses | Courses | Courses | Courses | Courses | Courses | Points inscrits | Classement |
| Saison | Écurie                                 | Moteur                                                  | Pneus   | Pilotes        | 1       | 2       | 3       | 4       | 5       | 6       | 7       | 8       | 9       | 10      | 11      | 12      | 13      | 14      | 15      | 16      | 17      | 18      | 19      | 20      | 21      | 22      | Points inscrits | Classement |
| ------ | -------------------------------------- | ------------------------------------------------------- | ------- | -------------- | ------- | ------- | ------- | ------- | ------- | ------- | ------- | ------- | ------- | ------- | ------- | ------- | ------- | ------- | ------- | ------- | ------- | ------- | ------- | ------- | ------- | ------- | --------------- | ---------- |
| 2023   | Mercedes-AMG Petronas Formula One Team | Mercedes-AMG V6 turbo hybride F1 M14 E Performance 1.6L | Pirelli |                | BAH     | SAU     | AUS     | AZE     | MIA     | MON     | ESP     | CAN     | AUT     | GBR     | HON     | BEL     | P-B     | ITA     | SIN     | JAP     | QAT     | USA     | MEX     | SAO     | LAS     | ABU     | 409             | 2e         |
| 2023   | Mercedes-AMG Petronas Formula One Team | Mercedes-AMG V6 turbo hybride F1 M14 E Performance 1.6L | Pirelli | Lewis Hamilton | 5e      | 5e      | 2e      | 6e      | 6e      | 4e      | 2e      | 3e      | 8e      | 3e      | 4e      | 4e      | 6e      | 6e      | 3e      | 5e      | Abd.    | Dsq.    | 2e      | 8e      | 7e      | 9e      | 409             | 2e         |
| 2023   | Mercedes-AMG Petronas Formula One Team | Mercedes-AMG V6 turbo hybride F1 M14 E Performance 1.6L | Pirelli | George Russell | 7e      | 4e      | Abd.    | 8e      | 4e      | 5e      | 3e      | Abd.    | 7e      | 5e      | 6e      | 6e      | 17e     | 5e      | 16e*    | 7e      | 4e      | 5e      | 6e      | Abd.    | 8e      | 3e      | 409             | 2e         |

Légende : ici 
- *Le pilote n'a pas terminé la course mais est classé pour avoir parcouru 90% de la distance.